# Rabidosaurus
Rabidosaurus es un género extinto de terápsidos dicinodontes (reptiles mamiferoides) representado por una única especie de  que vivió en el Triásico.